# Denys Hotfrid
Denys Rudolfowytsch Hotfrid (ukrainisch Денис Рудольфович Готфрід; * 5. Februar 1975 in Magnitogorsk, Oblast Tscheljabinsk, Sowjetunion, heute Russland) ist ein ukrainischer Gewichtheber. Er war mehrfacher Welt- und Europameister und Gewinner einer Bronzemedaille bei den Olympischen Spielen 1996.

## Werdegang
Denys Hotfrid, in Russland geboren, entschied sich nach dem Zerfall der Sowjetunion, für die Ukraine an den Start zu gehen. Er war Angehöriger der Armee, hatte dort aber alle Freiheiten zum Training. Sein Familienname lautete ursprünglich Gotfrid (Gotfried). Die abgeänderte Variante beruht auf einer fehlerhaften Übertragung des kyrillischen Buchstaben Г. Während dieser im Russischen für ein G steht, ähnelt er dem ukrainischen H.
Seine internationale Karriere begann im Jahre 1993, als er bei der Junioren-Weltmeisterschaft in Cheb im Mittelschwergewicht mit 357,5 kg (155–202,5) den 3. Platz belegte. Eine weitere Medaille gewann er bei der Junioren-Europameisterschaft 1995 in Warschau im 1. Schwergewicht. Er steigerte sich bei dieser Gelegenheit im Zweikampf auf 395 kg (180–215). 1994 und 1995 nahm er auch schon an den Weltmeisterschaften der Senioren in Istanbul und in Guangzhou (China) teil und belegte dort jeweils im 1. Schwergewicht mit jeweils 390 kg im Zweikampf den 7. Platz.
1996 startete Denys Hotfrid in derselben Gewichtsklasse bei den Olympischen Spielen in Atlanta und gewann dort mit 402,5 kg (187,5–215) im Zweikampf hinter Akakios Kachiasvilis, Griechenland, 420 kg (185–235) und Anatoli Chrapaty, Kasachstan, 410 kg (187,5–222,5) die Bronzemedaille.
Im Laufe seiner weiteren Karriere gewann Denys Hotfrid zwischen 1997 und 2003 zweimal den Weltmeistertitel und zweimal den Europameistertitel im Zweikampf. 1997 siegte er bei der Europameisterschaft in Rijeka im 2. Schwergewicht mit 415 kg (185–230) vor Jewgeni Schischljannikow, Russland, 415 kg u. Viktors Ščerbatihs, Lettland, 397,5 kg. Diesen Titel gewann er auch 1999 in A Coruña. Dort startete er im Schwergewicht, das nach einer Gewichtsklassenneueinteilung durch den internationalen Gewichtheber-Verband seit 1998 bis 105 kg reicht. Das 1. und das 2. Schwergewicht fielen dafür weg. Er erzielte eine Leistung von 420 kg (192,5–227,5), mit der er vor Marius Jędra aus Polen, 407,5 kg, siegte.
1999 wurde er in Athen erstmals Weltmeister im Schwergewicht mit 430 kg (195–235) vor Jewgeni Schischljannikow, der 425 kg (190–235) erreichte. Im Jahre 2002 wurde Denys Hotfrid in Warschau noch einmal Weltmeister im Schwergewicht, wobei ihm im Zweikampf 420 kg (190–230) reichten, um vor Alan Zagaew aus Bulgarien, 417,5 kg (185–232,5) zu siegen.
Einen rabenschwarzen Tag erwischte Denys Hotfrid bei den Olympischen Spielen 2000 in Sydney, wo er als Favorit im Schwergewicht antrat. Nach 190 kg im Reißen unterliefen ihm im Stoßen drei Fehlversuche mit 230 kg, womit er ausschied und unplatziert blieb.
Seinen letzten Start bei einer internationalen Meisterschaft absolvierte er bei der Weltmeisterschaft 2003 in Vancouver. Er schaffte dort im Reißen 192,5 kg, musste danach aber wegen Verletzung vor dem Stoßen aufgeben und blieb deshalb ohne Zweikampfleistung wieder unplatziert.

## Internationale Erfolge
| Jahr | Platz  | Wettbewerb              | Gewichtsklasse | Ergebnis |
| 1993 | 3.     | Junioren-WM in Cheb     | Mittelschwer   | mit 357,5 kg (155–202,5), hinter Alexei Petrow, Russland, 400 kg (180–220) u. Marin Kehajow, Bulgarien, 357,5 kg                                                                         |
| 1994 | 4.     | Junioren-WM in Jakarta  | 1. Schwer      | mit 377,5 kg (172,5–205), hinter Jewgeni Schischljannikow, Russland, 387,5 kg (180–207,5), Mario Kalinke, Deutschland, 382,5 kg (170–212,5) u. Ara Wardanjan, Armenien, 380 kg (170–210) |
| 1994 | 7.     | WM in Istanbul          | 1. Schwer      | mit 390 kg (177,5–212,5); Sieger: Sergei Syrzow, Russland, 417,5 kg (192,5–225) vor Wiktor Tregubow, Russland, 405 kg (185–220)                                                          |
| 1995 | 2.     | Junioren-EM in Warschau | 1. Schwer      | mit 395 kg (180–215), hinter Oleg Tschirizo, Belarus, 395 kg (175–220), vor Krzysztof Zawadski, Polen, 392,5 kg                                                                          |
| 1995 | 7.     | WM in Guangzhou (China) | 1. Schwer      | mit 390 kg (180–210): Sieger: Akakios Kachiasvilis, Griechenland, 410 kg (182,5–227,5) vor Sergei Syrzow, Russland, 410 kg (190–220)                                                     |
| 1996 | Bronze | OS in Atlanta           | 1. Schwer      | mit 402,5 kg (187,5–215), hinter Akakios Kachiasvilis, 520 kg (185–235) u. Anatoli Chrapaty, Kasachstan, 410 kg (187,5–222,5)                                                            |
| 1997 | 1.     | EM in Rijeka            | 2. Schwer      | mit 415 kg (185–230), vor Jewgeni Schischljannikow, 415 kg (190–225) u. Viktors Ščerbatihs, Lettland, 397,5 kg (182,5–215)                                                               |
| 1998 | 3.     | WM in Lahti             | Schwer         | mit 415 kg (192,5–222,5), hinter Ihor Rasorjonow, Ukraine, 422,5 kg (190–232,5) u. Cui Wenhai, China, 420 kg (195–225)                                                                   |
| 1999 | 1.     | EM in A Coruña          | Schwer         | mit 420 kg (192,5–227,5), vor Marius Jędra, Polen, 407,5 kg (180–227,5) u. Martin Tešovič, Slowakei, 405 kg (180–225)                                                                    |
| 1999 | 1.     | WM in Athen             | Schwer         | mit 430 kg (195–235), vor Jewgeni Schischljannikow, 425 kg (190–235) u. Choi Jong-keun, Südkorea, 410 kg (190–220)                                                                       |
| 2000 | unpl.  | OS in Sydney            | Schwer         | nach 190 kg im Reißen drei Fehlversuche mit 230 kg im Stoßen; Sieger: Hossein Tavakoli, Iran, 425 kg (190–235) vor Alan Zagaew, Bulgarien, 422,5 kg (187,5–235)                          |
| 2002 | 2.     | EM in Antalya           | Schwer         | mit 417,5 kg (187,5–230), hinter Alan Zagaew, Bulgarien, 420 kg (185–235), vor Bunyami Sudas, Türkei, 417,5 kg (185–232,5)                                                               |
| 2002 | 1.     | WM in Warschau          | Schwer         | mit 420 kg (190–230), vor Alan Zagaew, 417,5 kg (185–232,5) u. Wladimir Smortschkow, Russland, 417,5 kg (197,5–220)                                                                      |
| 2003 | unpl.  | WM in Vancouver         | Schwer         | nach 192,5 kg im Reißen Aufgabe wegen Verletzung; Sieger: Assad Saeed Saif, Katar, 422,5 kg (195–227,5) vor Wladimir Smortschkow, 417,5 kg                                               |

## WM- + EM-Einzelmedaillen
- WM-Goldmedaillen: 1999/Reißen
- WM-Silbermedaillen: 1998/Reißen – 1999/Stoßen
- WM-Bronzemedaillen: 2002/Reißen – 2002/Stoßen – 2003/Reißen
- EM-Goldmedaillen: 1997/Stoßen – 1999/Reißen – 1999/Stoßen
- EM-Silbermedaillen: 1997/Reißen – 2002/Reißen
- EM-Bronzemedaillen: 2002/Stoßen

## Erläuterungen
- alle Wettkämpfe im Zweikampf, bestehend aus Reißen und Stoßen,
- Mittelschwergewicht, 1997 bis 91 kg Körpergewicht,
- 1. Schwergewicht, bis 1997 bis 99 kg Körpergewicht,
- 2. Schwergewicht, bis 1997 bis 108 kg Körpergewicht,
- Schwergewicht, ab 1998 bis 105 kg Körpergewicht